# Gotthelf Friedrich Oesfeld

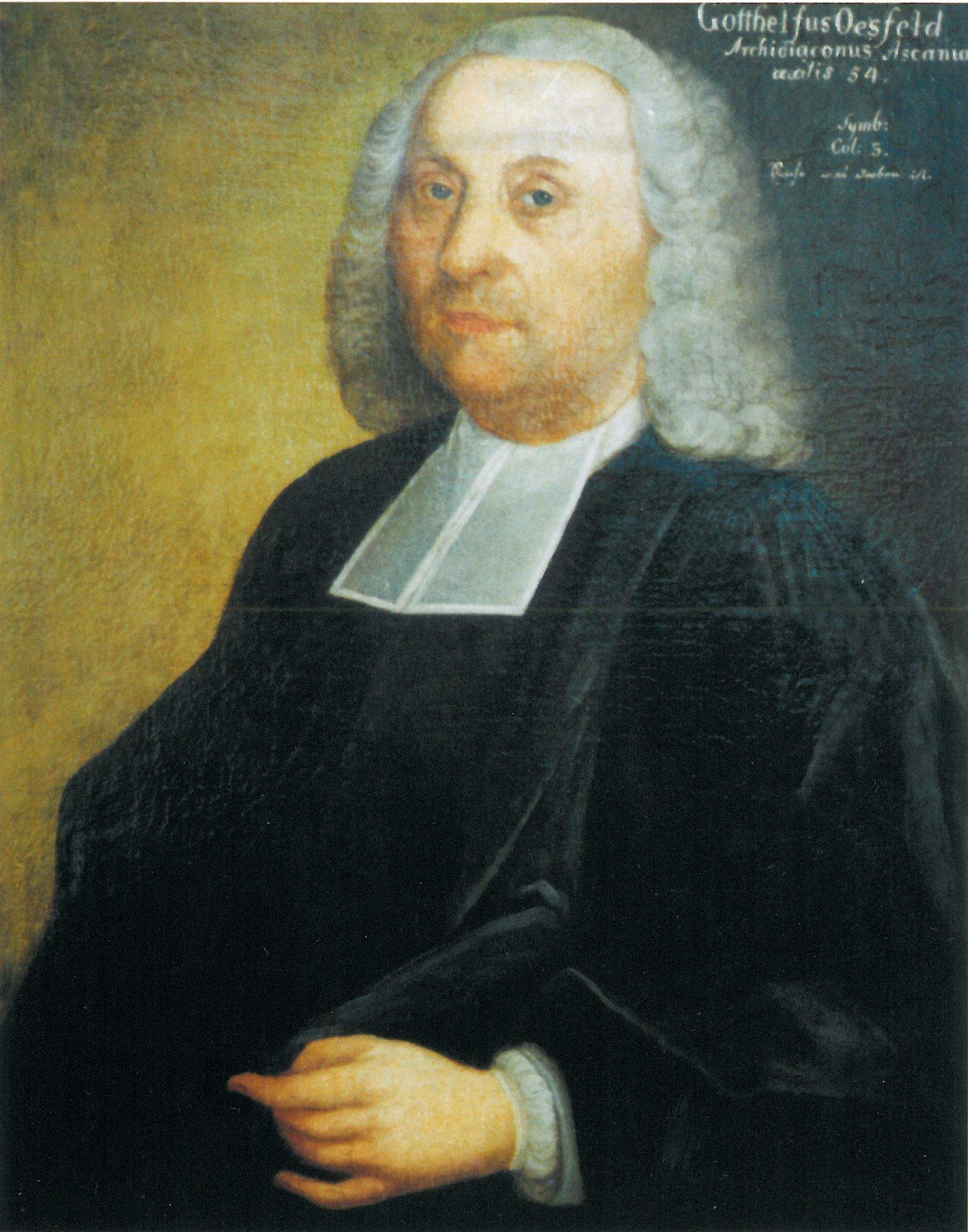
Gotthelf Friedrich Oesfeld (1735–1801)

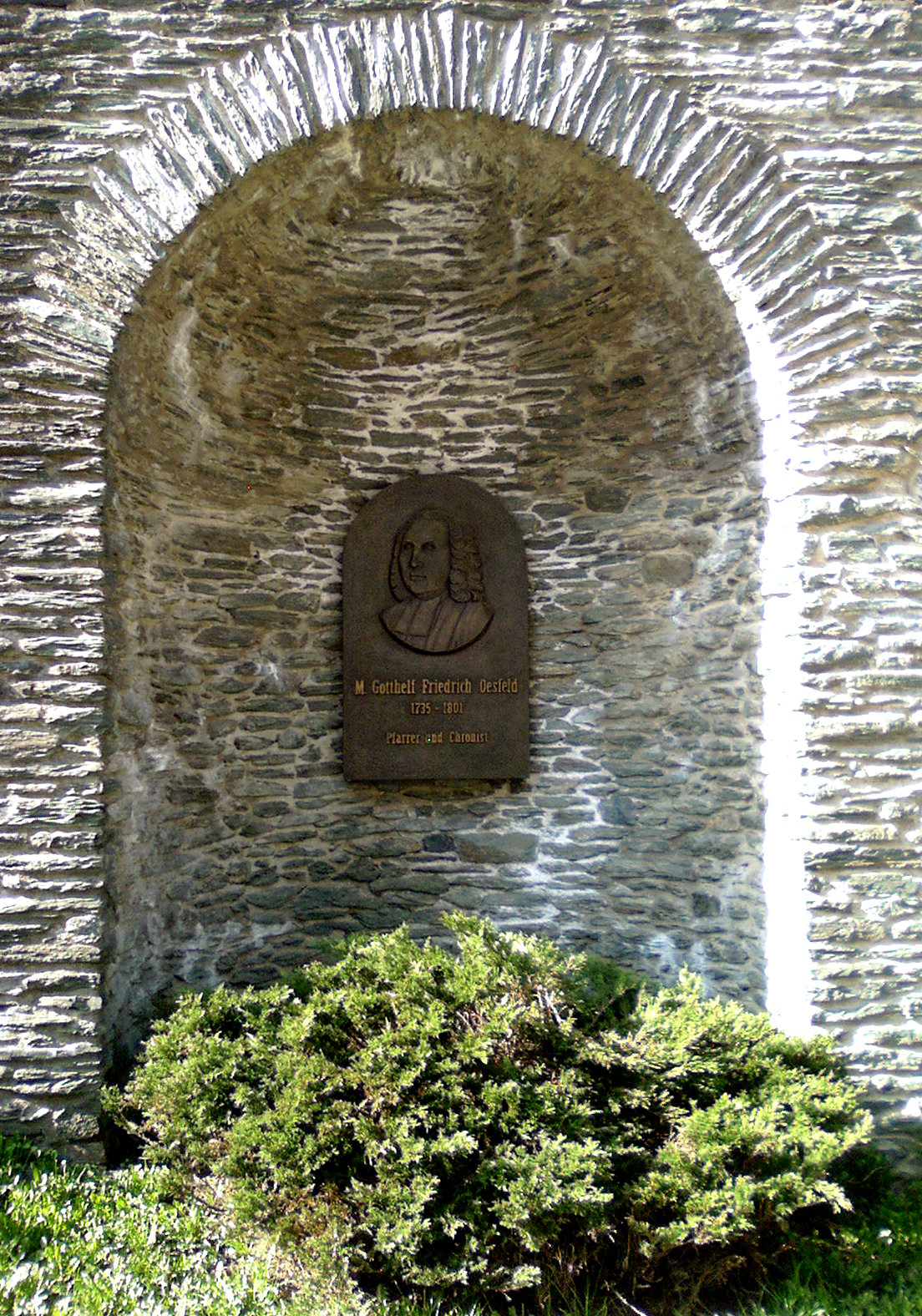
Oesfeld-Gedenktafel in Lößnitz

Gotthelf Friedrich Oesfeld (* 31. August 1735 in Aschersleben; † 24. Juni 1801 in Lößnitz) war ein deutscher Pfarrer sowie bedeutender Chronist des Erzgebirges.

## Leben
Oesfeld wurde 1735 als Sohn des Archidiakonus Gotthelf Friedrich Oesfeld an der bischöflichen Kirche in Aschersleben geboren, von dem er auch seine ersten Unterrichtsstunden erhielt. Er besuchte die Lateinschule in Wernigerode und schrieb sich als 16-Jähriger am 10. Mai 1751 zum Studium der Theologie an der Universität Halle ein. 1754 wurde er zum Magister promoviert.
1757 begann Oesfeld eine akademische Tätigkeit an der Hochschule in Wittenberg. Bereits kurze Zeit später wechselte er jedoch nach Scheibenberg, wo er nach erfolgreicher Probepredigt 1760 als Pfarrer eingesetzt wurde. 1769 wurde er als Pfarrer nach Lößnitz berufen und wurde damit gleichzeitig Inspektor des Schönburgischen Kirchenkreises.
Seine literarische Tätigkeit begann er 1765 mit der Veröffentlichung seiner Betrachtung über die Herrlichkeit Gottes im Gebürge. 1773 begründete er eine eigene Zeitschrift (der Erzgebürgische Zuschauer), die jedoch nur zwei Jahre lang erschien. Von bleibender Bedeutung ist darin die Schilderung der erzgebirgischen Hungersnot in den Jahren 1771–72. Sein Hauptwerk ist die in zwei Bänden erschienene Historische Beschreibung einiger merkwürdiger Städte im Erzgebürge. Während im ersten Band die Geschichte der Stadt Lößnitz behandelt wird, sind im zweiten Band auch kurze Chroniken von den benachbarten Städten wie Schwarzenberg, Scheibenberg, Schlettau, Buchholz, Wolkenstein, Hartenstein, Eibenstock, Schneeberg, Johanngeorgenstadt und Chemnitz enthalten. Der Heimatforscher Friedrich Hermann Löscher zählte zudem 167 Beiträge im Dresdn. Gelehrte Anzeiger zwischen 1768 und 1800. Einige seiner Beiträge sind in Versform verfasst. Oesfeld ist ein in der erzgebirgischen Geschichtsforschung viel beachteter und zitierter Autor chronistischer Literatur, der sich vor allem theologischen, ethischen und philosophischen Abhandlungen widmete.
Oesfeld starb 1801 im Alter von 66 Jahren in Lößnitz. Im Kirchenbuch seiner Pfarrgemeinde wird er wie folgt gewürdigt: „Als gelehrter Schriftsteller hat er 34 größere und kleinere Schriften herausgegeben, die man mit Beifall annahm, als Prediger hatte er viel Talente, dieses vorzüglich in seinen jungen Jahren, die er bei munteren Kräften zum Segen seiner Gemeinde verwendete. Sein Charakter war edel und rechtschaffen, sein Sinn fromm und gottesfürchtig, sein Herz sanft und sehr weich geschaffen. Wer genau ihn kannte, der liebte ihn, drum fließen ungeheuchelte Tränen der Wehmut in seine Gruft.“

## Familie
Oesfeld heiratete im Jahr 1762 Henriette Philippine Bürger (1744–1807), eine Schwester des Dichters Gottfried August Bürger. Das Paar hatte mehrere Kinder:
- Elisabeth Henriette (* † 1766);
- Gotthelf Heinrich (1768–1769)
- Henriette Christiane Charlotte (1771–1859)
- Carl Ludwig Friedrich (1779–1858), Pfarrer in Waldenburg

## Ehrungen
- In Lößnitz wurde eine Straße im Stadtzentrum nach Oesfeld als Oesfeldstraße benannt.
- Am Fuß der Süd-Ost-Mauer der St.-Johannis-Kirche in Lößnitz befindet sich eine Gedenktafel.

## Werke
Auswahl:
- Betrachtung über die zukünftige Welt, 1765 (Digitalisat)
- Betrachtung über die Herrlichkeit Gottes im Gebürge – nebst einer Anweisung über die Heiligung unserer Spaziergänge, 1767 (Digitalisat)
- De Templis Christianorum Praefatus, Dedicationi Templi Academici Wittebergensis Ex Cinere, Quae Dei Gratia Est, Resuscitati, Et Die 6. Aug. 1770. Solenni Ritu Inaugurandi, Ex Animo Plaudit, Eamdemque Inclytae Academiae Wittebergensi. 1770 (Digitalisat)
- Der Erzgebürgische Zuschauer , 1773/74
- Historische Beschreibung einiger merkwürdiger Städte im Erzgebürge – Insonderheit der Hochgräfl. Schönburg. freyen Bergstadt Lößnitz im Erzgebürge mit ihren umliegenden Gegenden, 1776 (Digitalisat)
- Lehre von der Immaterialität, Freiheit und Unsterblichkeit der menschlichen Seelen, 1777
- Der harte Winter im Jahre 1785 im Erzgebirge, ca. 1786 (Digitalisat)

Daneben veröffentlichte er zahlreiche Beiträge in den sächsischen Zeitschriften seiner Zeit.